# Alfred Machin
Alfred Machin (Blendecques, 1877-Niza, 1929) fue un pionero cineasta francés que realizó numerosas películas entre Francia, Países Bajos y Bélgica.

## Biografía
Machin trabajó como fotógrafo de prensa para el semanario francés L’Illustration antes de ser contratado por Pathé Frères, que le encargó una serie de películas sobre la vida animal africana, entre las cuales destaca Chasse à la panthère (1909). Los siguientes años los dedicó a filmar las costumbres holandesas para Hollandsche Film y a contribuir a la creación de la subsidiaria de Pathé en Bélgica, Belge Cinéma Film. Fue allí donde realizó sus obras más conocidas como Le Diamant noir (1913). Durante la Primera Guerra Mundial, Machin participó en la fundación del Servicio Fotográfico del Ejército Francés mientras seguía trabajando para Pathé, que producía películas para este servicio. Rodó algunas escenas de las trincheras francesas que fueron utilizadas por D.W. Griffith en Corazones del mundo.  También rodó Maudite soite la guerre (1914), que es una de las pocas películas antibélicas de la época. Después de haber dedicado los últimos años de su carrera a los documentales de animales, Machin murió a causa del ataque de una pantera durante uno de sus rodajes. Del centenar largo de películas realizadas por Machin, apenas quedan una treintena entre las que se encuentran Le Moulin maudit (1909), Le Dévouement d'un gosse (1911) o Les héritiers de l'oncle James (1924)
Además de ser un valioso documento de su tiempo, el trabajo de Machin resulta una de las primeras muestras de cine en color, gracias al uso de técnicas como el estarcido, la tinción y el viraje en algunas de sus películas.